# Vancouver FC
A Vancouver FC egy kanadai labdarúgócsapat, amelynek székhelye a Brit Columbia állambeli Langley városában található. A klub 2023 óta a kanadai első osztályban, a Canadian Premier League-ben szerepel. Hazai mérkőzéseit a 6 600 néző befogadására alkalmas Willoughby Community Park Stadionban játssza.

## Játékoskeret
2024. április 12. szerint.
| #  |     | Poszt | Név                                              |
| -- | --- | ----- | ------------------------------------------------ |
| 1  | CAN | K     | Callum Irving ()                                 |
| 2  | CAN | V     | Kadin Chung                                      |
| 3  | CAN | V     | Rocco Romeo                                      |
| 5  | CAN | V     | Matteo Campagna                                  |
| 6  | PER | KP    | Vasco Fry                                        |
| 7  | CAN | KP    | Ben Fisk                                         |
| 8  | BRA | KP    | Renan Garcia                                     |
| 9  | MEX | CS    | Alejandro Díaz (kölcsönben a Sogndal csapatától) |
| 10 | LIB | KP    | Gabriel Bitar                                    |
| 11 | HAI | CS    | Mikaël Cantave                                   |
| 12 | CAN | V     | Tyler Crawford                                   |
| 13 | CAN | V     | David Norman Jr.                                 |
| 16 | ENG | KP    | Elliot Simmons                                   |
| 17 | CAN | KP    | Zach Verhoven                                    |

| #  |     | Poszt | Név                 |
| -- | --- | ----- | ------------------- |
| 18 | NZL | CS    | Moses Dyer          |
| 19 | MEX | CS    | José Navarro        |
| 20 | CAN | V     | Anthony White       |
| 21 | CAN | KP    | Kembo Kibato        |
| 23 | CAN | V     | Paris Gee           |
| 24 | CAN | V     | Elage Bah           |
| 25 | CAN | V     | James Cameron       |
| 26 | CAN | KP    | T.J. Tahid          |
| 27 | IRL | KP    | Grady McDonnell     |
| 28 | CAN | K     | Niko Giantsopoulos  |
| 29 | CAN | KP    | Thomas Powell       |
| 40 | CAN | KP    | Joey Buchanan       |
| 44 | CAN | CS    | Sebastian Dzikowski |

## Vezetőedzők
| Név           | Évek                            |
| ------------- | ------------------------------- |
| Afshin Ghotbi | 2022. november 2. – jelenleg is |

## További hivatkozások
- Hivatalos honlapja